# Meänkieli
Meänkieli (meänkieli: "vårt språk") är ett finsk-ugriskt språk som sedan år 2000 är ett officiellt minoritetsspråk i Sverige. Det talas av människor från folkgruppen tornedalingar, kväner och lantalaiset.
Meänkieli består av tre huvudvarieteter: 
- Tornedalsvarieteten i Pajala, Övertorneå och Haparanda kommuner.
- Gällivarevarieteten i Gällivare kommun
- Lannankieli i Kiruna kommun[4]

Språksociologiska faktorer, ett eget skriftspråk samt en växande medvetenhet om meänkieli som identitets- och kulturskapande kraft har lett fram till att meänkieli fått status som ett eget inhemskt språk.
Historiskt har det som idag heter meänkieli varit en del av det finska språket, men i och med gränsdragningen längst Torne älv 1809 skiljde sig språken åt. Innan dess ansågs språket på västra sidan av Torneälven vara som andra finska dialekter, bortsett från vissa lån från svenska. På finska sidan av 1809 års gräns utvecklades och förändrades språket medan språket på svenska sidan på många platser behöll den finskan som talats I området historiskt. Skillnaden mellan språk och dialekt anses idag mer vara en politisk och språksociologisk fråga än en lingvistisk definition.
Under 1800-talets senare hälft påbörjade svenska staten en försvenskningspolitik på den meänkielitalande minoriteten och förbjöd på många platser språket i skolan. Arbetsstugorna, där barnen blev boende största delen av skolåret, användes på de allra flesta platser som försvenskningsinsutitioner där språket förbjöds att talas. Detta trots att barnen inte kunde något annat språk. Denna politik ledde till att språkets ställning försvagades och stigmatiserades. Fysisk bestraffning för de som använde språket fanns ända fram till 1960-70 talet, trots att språkförbudet upphävdes 1957. Skadan försvenskningspolitiken skapat på språket är så omfattande att flera generationer mist sitt eget språk. Flera vittnesmål och intervjuer om detta finns i Sannings och försoningskommisionen för Tornedalingar Kväner och Lantalaiset SoU-2023_68.
Eftersom den finska som talades på båda sidor om gränsen inte hade status som språk utan uppfattades som en finsk dialekt fanns det flera benämningar på språket. Meän kieli 'vårt språk' var en sådan benämning. Finlandsfinskan kallades "täysi suomi" 'hel finska' eller "oikea suomi" 'riktig finska' eller ”suomen suomi” 'finlandsfinska'. Under 1980-talets senare del började man i Sverige använda termen meänkieli i mer formella sammanhang. I Finland används både "meänkieli" och "torniojokilaakson suomi" 'tornedalsfinska'. Språket beskrivs i Glottolog 5.1 som döende (moribound)..

## Historik
Delar av Tornedalen befolkades av finsktalande grupper från östra och västra Finland senast under 1100-talet. År 1809 blev Tornedalen uppdelad mellan två nationer när Finland blev en del av Kejsardömet Ryssland. Först på 1800-talet, efter rikssprängningen, började finskan i Finland utvecklas till ett enhetligt, fullständigt skriftspråk, framför allt under inflytande från språket i sydvästra Finland. Denna utveckling har tornedalingarna på svensk sida inte varit en del av i någon högre grad. Den riksfinska de lärde sig genom privat läsning eller på besök i södra Finland uppfattades mest som ett inlärt, om och inte främmande, språk.
Under 1800-talet gjordes försök att försvenska bland andra tornedalingarna i namn av skolpedagogik och nationalstatsideologi, eller göra dem "tvåspråkiga", som det hette i förslagsställarnas språkbruk. 1888 beslutades att svenskan skulle bli enda undervisningsspråk i statens folkskolor, en ordning som enskilda socknar i Tornedalen redan infört på egen hand för sina skolor. Det finns vittnesmål om att skolbarn förbjöds att tala sina hemspråk även på rasterna, och straffades om de ändå gjorde detta. Någon generell föreskrift om finskt talförbud fanns inte, men ändå utgick ett särskilt påbud 1957 att inte förbjuda att andra språk än svenska talas, vilket gör att detta år räknas som början till slutet på vad som av många tolkas som språkförtryck.
Många svenskar med annat hemspråk än svenska fick modersmålsliknande färdigheter i svenska, vilket var det primära syftet med politiken, men de fick däremot ingen utvecklad läs- eller skrivfärdighet i det egna språket. En språkpetition skrevs 1928 av ett antal lärare som menade att man lär sig svenska bättre om man kan skriva och läsa på modersmålet, men dess argument blev kraftigt motarbetade av stora delar av samhället, och petitionärerna hade heller inte något starkt stöd för sina krav bland tornedalingarna själva. Dock bidrog petitionen till en senare omsvängning av politiken.
Det förekom inte något betydande motstånd mot den förda språkpolitiken bland tornedalingarna. Det finns flera möjliga tolkningar av detta tidigare bristande intresse för finskan. En är att språkpolitiken förorsakade en stigmatisering av minoritetsspråk och -identitet, något som förekommit i minoritetsregioner över hela Europa. En annan tolkning är att tornedalingarna såg den samhälleliga nyttan av goda svenskkunskaper och ensidigt prioriterade dessa framför färdigheter i finska.
En medverkande faktor torde vara tornedalingarnas vilja att förbli svenska medborgare. Någon separatiströrelse, med till exempel anslutning till Finland som mål (något man varnade för på centralsvenskt håll), har det aldrig funnits ens en antydan till i Tornedalen. Sådana idéer fanns däremot i olika nationalistiska rörelser i Finland, och det är från Finland som de skarpaste protesterna mot svenska statens språkpolitik kommit.
Folklig aktivitet för ett erkännande av meänkieli som språk kan över huvud taget inte noteras förrän mot slutet av 1970-talet. Då började emellertid en folkrörelse växa, med alltmer betydande inslag av det egna språket i föreningsliv, tidningar, lokalteater och litteratur. Författarna Bengt Pohjanen och Bengt Kostenius och lektor Matti Kenttä var pionjärer. Senare bedrevs forskning i meänkieli bland annat vid Stockholms universitet (av till exempel Erling Wande och Birger Winsa). På 1990-talet började man vinna ett mer allmänt erkännande av språket. Både namnet och statusen som språk blev officiella i och med riksdagsbeslutet 1999 (se nedan).
Till historiken kan tilläggas att meänkieli länge varit ett vanligt predikospråk i læstadianismen, vilket säkert varit till hjälp för språkets överlevnad.

## Utbredning
Meänkieli talas främst i kommunerna Pajala, Haparanda, Övertorneå samt Kiruna och Gällivare. I de två sistnämnda kommunerna talas språket huvudsakligen på landsbygden, medan svenskan har en starkare ställning i tätorterna. Språket är sedan tidigt 1950-tal, när den stora utflyttningen började, relativt väl representerat i Luleå, Stockholm, Umeå och andra orter där många tornedalingar slog sig ned. I finska Tornedalen är meänkieli en finsk dialekt bland övriga dialekter i Finland, men har på senare tid fått ökad status på grund av att meänkieli har status som språk på den västra sidan om gränsälvarna.
Uppskattningsvis talas/förstås språket av 25 000–40 000 personer i Norrbotten. Omkring 35 000 (2004) i Norrbotten lyssnar dagligen på Sveriges Radio Norrbottens lokalradiosändningar på meänkieli som sänds från Pajala och Luleå. Sveriges Radio sänder program på språket även i P2. Sedan 2005 sänds barnprogram på meänkieli i Sveriges Television.
Enligt en enkätstudie på uppdrag av Sveriges Radio (Sisuradio) 2006 fann man att det i Sverige finns minst 150 000 personer som förstår eller kan tala språket, av totalt 469 000 i Sverige som talar eller förstår finska och/eller meänkieli. Många av dessa som förstår det är födda i norra Finland. Åtskilliga har enbart passiva färdigheter i språket. Få ungdomar i Tornedalens nedre dalgång talar i dag annat än svenska som dagligt umgängesspråk. I några gränsbyar i Kiruna kommun, samt nordligaste delen av Pajala kommun, är dock meänkieli fortfarande ett ofta talat språk bland ungdomar.

## Språkliga särdrag

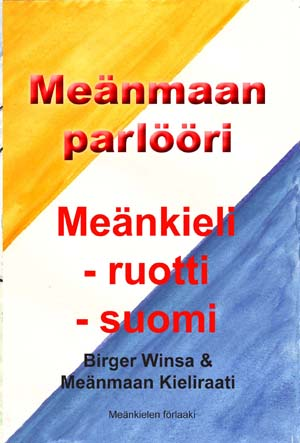
Meänmaa parlör

På grund av den förda språkpolitiken har meänkieli bibehållit många ord som inte längre förekommer i den finska som efter 1809 utvecklades öster om gränsälven Torne älv. Det är inte endast antalet svenska lånord som avviker från standardfinskan. Skillnader i språken finner man bland annat i fonologi, morfologi, syntax och lexikaliskt.
Morfologiskt och fonologiskt, som i grundstrukturen som är minst föränderlig för yttre social påverkan, är den snarlik många finska dialekter och i synnerhet givetvis dialekterna i norra Finland. I huvudsak är strukturen fortfarande baserad på de nordfinska, öst- och västfinska dialekterna. Medan standardfinskan trängt in allt djupare i de finska dialekterna har meänkieli bevarat drag som förr fanns i nord-, väst- och östfinska dialekter och fått en del influenser från svenska språket i framförallt fonologin, men även i viss mån i ordföljd och en del morfologiska drag.
Ett exempel är ägarändelsen för andra person singularis (din mamma, pappa) som i standardfinska är äitisi och isäsi, medan man på meänkieli säger mammasti och pappasti. Ägarändelse -sti är fortfarande vanlig, särskilt i några ord, medan många finska dialekter använder -si som enda språkdrag för att markera denna ägarändelse.
Ett av de mest karaktäristiska dragen i meänkieli är h-metatesen, eller omkastningen av språkljud, som förekommer på en rad positioner men framförallt i alla illativ- och passivformer, exempelvis sanothaan 'det sägs', Pajalhaan eller Pajahlaan 'till Pajala'. Den äldre finska formen, som till exempel förekommer i Kalevala, i Sydösterbotten och i nordfinskan, talohon (in i huset) har i modern finska ersatts med taloon medan meänkieli således har talhoon.
Ett annat allmänt fenomen i östfinska dialekter är stadieväxlingen t:0 (t:d i standardfinska), till exempel sota:soan 'krig:krigets', pöytä:pöyän 'bord:bordets'. kaheksan 'åtta', fi sodan, pöydän, kahdeksan. Detta språkdrag är allmänt i meänkieli, förutom ett sällan förekommande t:d i gällivarefinskan.
Ett allmänt västfinskt drag som är allmänt i meänkieli är -tt- i vissa ord där standardfinskan har -ts-, t.ex. mettä 'skog', Ruotti 'Sverige', itte 'själv', etc. På finska blir det således metsä, Ruotsi och itse.
Meänkieli, som andra finsk-ugriska språk, är ett i hög grad syntetiskt språk, det vill säga orden får en tilläggsändelse där många andra språk använder pre- eller postpositioner: talossa 'inne i huset', talosta 'ut ur huset', talhoon 'in i huset'. Dock är språket något mer analytiskt än standardfinska. Man säger pöyän päälä 'på bordet', medan man på standardfinskan skriver pöydällä. Pöydän päällä används även i finskt talspråk och uttalas i de flera östfinska dialekter som i meänkieli.

### Påverkan från svenskan
Svenska språket har skapat en del fraser som finländare har svårt att förstå: tullee yhtä koska 'kommer när som helst, vilken sekund som helst', syö ylös ruoka 'ät upp maten', osasin kohta 'träffade nästan (gevär)'.
De aspirerade fonemen /p/, /t/ och /k/ och sje-ljud. Således kan finnen säga kapitaali, temppeli, torttu, medan tornedalingen säger khaphithaali, thämppeli och thoortta. Det andra avvikande draget är att tornedalingen uttalar, till exempel škyltti som /schyltti/, medan finnen säger kyltti. Dessa språkliga drag förekommer inte i finska dialekter.
Det vardagliga och informella talspråket är – likt språkbruket i andra minoritetsregioner – över huvud taget rikt på kodväxlingar och lånord från svenskan. Naturligt tvåspråkiga tenderar ofta att i informellt tal bland lika tvåspråkiga vänner byta språk mitt i en mening och använder ofta lånord från det dominerande språket. Kodbyte förekommer när talaren inte integrerar lånordet fonetiskt eller morfologiskt utan behåller det långivande språkets struktur. Lånord är integrerade ord.

### Ordexempel
Meänkieli har på grund av mindre påverkan från standardfinskan behållit en stor mängd ord som tidigare förekom relativt allmänt i nordfinska dialekter och i öst- och västfinska dialekter. Bortsett från moderna svenska lånord finns det dock mycket få ord i meänkieli som inte förekommer i en/några finska dialekter. I nutida Finland finns det dock ingen dialekttalare som känner igen alla dessa ord som har sina rötter i en mängd äldre dialekter i Finland och Karelen.

#### Allmänna adverb
Man kan räkna upp några allmänna ord som inte förekommer i standardfinskan eller inte i exakt samma betydelse som till exempel adverben
- heti 'snart'
- kohta 'nästan'
- piiain 'kanske'
- rohki 'verkligen'
- varsin, paikala 'genast'

#### Allmänna substantiv
Allmänna substantiv, kroppsord och naturtermer som till exempel 
| - aihki 'gammal tall', - autto 'låglänt impediment med grandunge', - fenka 'näringsbrist, utmattning', - hankisääski 'harkrank', - hia 'ärm', - hilla 'hjortron', - hukka 'varg', - hytiäinen 'liten knott', - hämppi 'spindel', - joki 'å', - joukhainen 'svan', - jäsen 'led, lem', - kaltio 'kallkälla', - kartano 'gårdsplan', - kalvonen 'handled', | - kiiski 'insekt', - kirsisääski 'vårmygga', - kläppi 'barn; unge', - knapsu 'man som utför kvinnogöra (betydelseutveckling pågår)', - koppaskiiski 'skalbagge', - krenkku 'sågbock', - kräpä 'pratsam, talför' etc. - kuosto 'torrträd med bark, halvtorr fura', - levä 'gungfly', - liima 'alg', - maakäräjä 'landsting', - moron 'godmorgon', - niva 'strömdrag', - nokka 'näsa', | - oja 'bäck', - pitkänen 'åska', - plakkari 'ficka', - pokka 'vad' , - poovi 'bröst', - porri 'massavedsstock, mindre stock', - pölkky 'timmerstock', - raiska 'rovfågel, rovdjur, asätare', - ruumis 'kropp; lik', - ryyppönen 'gråsparv', - räkäpuu 'frodvuxet träd', - rääme 'skrufs, ögongojs', - saajo 'myrholme', - sivvut 'kroppsida vid midja', - suanto 'sel', | - ummikko 'enspråkig person', - uu 'stut, spec fågelholk', - vaara 'berg', - vaarain 'hallon', - vuoma 'flark', - vuopio 'älvfjord, långsmal vik', - väylä 'älv', |

#### Allmänna adjektiv
Allmänna adjektiv som till exempel 
- tuore 'fuktig',
- veres 'färsk',
- liepeä 'svag, mild' (t.ex. kaffe)',
- saura 'mödosam, uthållig',
- ilmanaikhainen 'onödig, undgänglig',
- hööli 'rejäl, frikostig, bjudsam',
- hälppä 'glupsk',
- kranttu 'petig, kräsen, noggrann',
- ulkokullattu 'tillgjord, förkonstlad',
- praamelias 'skrytsam'.

#### Allmänna verb
Allmänna verb som till exempel 
| - porista 'prata', - saarnata 'predika; prata, tala', - jurota 'slira', - sopsata 'få fäste', - säämätä 'slita, nöta', - perustaa 'bry sig', - pohottaa 'skymta', - marsia 'gå', | - tolvata 'trava, springa fort', - nulkuttaa 'lunka', - laukkoa 'springa', - mennä tyrhmään 'svimma', - pyörtyä 'gå vilse', - menehtyä 'svimma', - saaloa 'flåsa', - osata 'träffa, skjuta rätt', - raiskata 'slösa meningslöst, kasta bort något värdefullt', | - maikkua 'vaka(fisk)', - kuorustaa 'rulla upp, vika upp (ärmar)', - heivata 'upphöra, avsluta'. |

#### Svenska lånord
Gamla svenska lånord är till exempel kartiini 'gardin', lööki 'lök', kööki 'kök', potati 'potatis', muuruutti 'morot', hantuuki 'handduk', kranni 'granne', kahveli 'gaffel', vekkarikello 'väckarklocka', hulikaani 'huligan' och plaisku 'blask; blaskig'.
Därtill finns det stora mängder svenska välintegrerade lånord som finländare har svårt att förstå, till exempel tafsi 'fisketafs', kastspöö 'kastspö', förkaasari 'förgasare', kruua 'gruva', väkseliloova 'växellåda', styyka 'stuga', ööversyyni 'översyn', teevee 'tv', taattori 'dator' och piili 'bil'.

## Språkets status

### Nationellt minoritetsspråk
Meänkieli är efter ikraftträdandet av språklagen 1999 (2009:600) ett av Sveriges fem nationella minoritetsspråk. I förvaltningsområdet för meänkieli ingår år 2020 Gällivare, Kiruna, Pajala, Övertorneå, Kalix, Haparanda, Luleå och Stockholms kommun. I dessa kommuner har medborgarna rätt att begära muntlig, och viss skriftlig, service på meänkieli i kontakter med statliga, kommunala, regionala, nationella myndigheter som verkar i området eller som har ansvar för olika frågor som berör området. De har också rätt till förskola och äldrevård på meänkieli. I grundskolan kan man begära tvåspråkig utbildning på meänkieli eller undervisning i modersmålet meänkieli, detta gäller i hela landet oavsett om kommunen är förvaltningsområde eller inte. Länsstyrelsen i Stockholm har ansvar för uppföljning av den nationella minoritetspolitiken tillsammans med Sametinget.

### Talare och användning

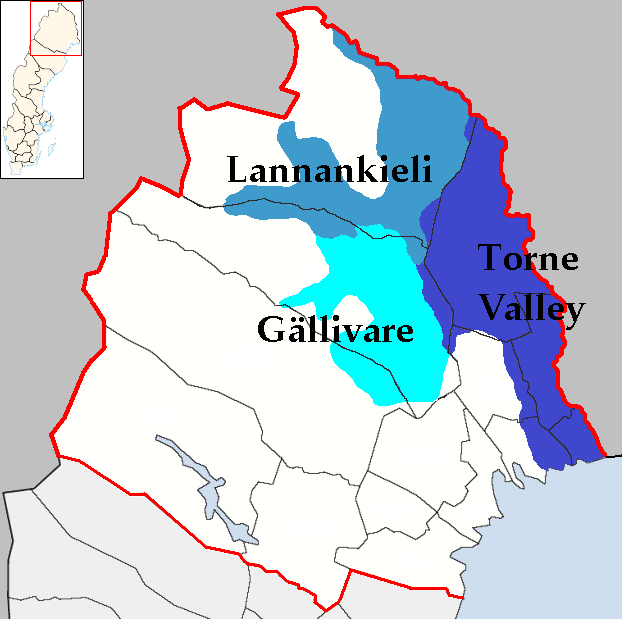
Karta över meänkielins varieteter i Sverige.

Det är i hög utsträckning personer över 40 år som talar mer utpräglad meänkieli, medan övriga yngre vuxna och ungdomar talar svenska och har i viss mån passiva färdigheter i meänkieli. Yngre personer i svenska Tornedalen som kan finska, talar en variant som anses vara mer lik standardfinska, påverkad av det skriftspråk de lärt sig, och finsk radio och TV, som kan tas emot i Tornedalen. Meänkieli har en svag ställning i svensk skola och svenska medier och varierande stöd bland befolkningen i språkområdet. En studie visar att intresset för att tala och lära sig standardfinska i skolan eller i modersmålsundervisningen är starkt även bland dem som är kunniga i meänkieli. Några talare anser meänkieli vara en mindre intressant variant av finska och att standardfinska vore mer användbart som undervisningsspråk.

### Skriftspråk
Meänkieli består av tre talade varieteter: torneälvdalsdialekt, vittangidialekt/jukkasjärvidialekt samt den något mer avvikande gällivaredialekten. I Kiruna finns det en mindre rörelse som betecknar språkvarieteten som lannankieli och på svenska kvänska, medan språkvarieteten i Gällivare kommun kallas för jellivaaransuomi på meänkieli och på svenska den något nedlåtande termen byfinska. Gällivarefinska och jukkasjärvifinska är varierande dialekter på grund av stor inflyttning till Malmfälten från hela Tornedalen och norra Finland. Meänkieli som skriftspråk baserar sig främst på den talform som brukas i Pajala och Övertorneå kommuner på grund av att de två första böckerna på den lokala dialekten skrevs av två personer bosatta i Erkheikki och Tärendö (William Snell, 1940-talet och Johan Lantto, 1960-talet). Skillnaderna mellan dialekterna är inte omfattande, utom för den språkform som talas i Nattavaara med omnejd, men som numera har allt färre talare.
Det finns över 50 böcker skrivna på meänkieli, inkluderat ordböcker. Det finns inte någon dagstidning som skriver på meänkieli. Den största dagstidningen i området, Haparandabladet skriver på svenska och standardfinska. En krönika per vecka förekommer på tornedalsfinska, samt en bilaga på meänkieli och svenska publicerad av Svenska Tornedalingars Riksförbund - Tornionlaaksolaiset 6 ggr/år. I SR:s lokalradio sänds en knapp timme på vardagar. SVT sänder i mycket begränsad utsträckning program på meänkieli. Meänmaa Språkråd publicerar årligen 6 nummer av en tidskrift enbart på meänkieli. Föreningen Meänmaa ger sedan år 2009 ut 4 nummer varje år av tidskriften Meänmaa Innehållet består framför allt av skönlitterära texter på meänkieli och svenska.

## Skönlitteratur, personer och institutioner
Flera personer, föreningar och institutioner har kraftigt bidragit till att göra språket mer erkänt, däribland finns adjunkten Matti Kenttä, författarna Bengt Pohjanen, Bengt Kostenius och Mona Mörtlund, Tornedalsteatern, STR-T, flera musikgrupper, Sveriges Radios meänkieliredaktion i Pajala (Meän raatio), Finska institutionen vid Stockholms universitet och flera riksdagsledamöter. Kurser i språket har getts vid Stockholms universitet, Luleå tekniska universitet och Umeå universitet.
Författaren Bengt Pohjanen skrev den första romanen på meänkieli (Lyykeri, 1985), den första pjäsen (Kuutot, 1987) och har tagit initiativet till Meän akateemi. Han har skrivit många romaner, översatt evangelierna, sånger ur Kalevala och under flera år kåserat på meänkieli i Haparandabladet. Pohjanens kortfilm, Fylla moppe, har visats på TV i flera länder och deltagit vid internationella filmfestivaler, vunnit pris och spridit kunskap om hur det var att växa upp med tornedalsfinska som modersmål. Bengt Pohjanen har tillsammans med Kirsti Johansson utgivit två delar av den tornedalsfinska litteraturhistorien. Den första delen, (Den tornedalsfinska litteraturen I - från Kexi till Liksom, Barents Publisher, 2007) behandlar skönlitterära författare som har meänkieli som modersmål och som även - förutom svenska och finska - skrivit verk på meänkieli. Den andra delen (Den tornedalsfinska litteraturen II - från Kalkkimaa till Hiljas Byström II, Barents Publisher, 2009) handlar om meänkielispråkiga författare som inte skrivit på meänkieli. Bengt Pohjanens roman (Smugglarkungens son, Norstedts, 2007) är självbiografisk och ger en bild av hur det var att växa upp som meänkielispråkig i svenska Tornedalen i efterkrigstidens Sverige. I den andra delen av sin självbiografi, Tidens tvång (Norstedts, 2009), berättar han om sin väg till trespråkigt författarskap.
Författaren Bengt Kostenius debuterade med romanen Aysyyrialehmän päivä år 1986. Han har gett ut romaner, noveller och pjäser, översatt psalmer och böcker och arbetar aktivt för att utveckla meänkieli som skriftspråk.
Inga Britt Uusitalo och Birger Winsa är andra författare som med sina romaner, skrifter och böcker bidragit till utvecklandet av skriftspråket.

### Svenska Tornedalingars Riksförbund – Tornionlaaksolaiset
Föreningen som började att arbeta för erkännandet av meänkieli som språk och verka för språkets utvecklande och bevarande är Svenska Tornedalingars Riksförbund – Tornionlaaksolaiset, STR-T, som grundades 1981.

### Föreningen Meänmaa
Meänmaa förening (meänkieli: Meänmaa yhistys) bildades 2007. 2009 bildades Meänmaa Språkråd som söker öka kontakterna mellan de olika språken och dialekterna på Nordkalotten. Meänmaa Språkråd arbetar med meänkieli som språk och som dialekt.
Meänmaa arbetar bland annat med att skapa en Wikipedia på meänkieli, arrangera språkbad {en halvspontan aktivitet där olikspråkiga möts och samtalar i gemensam bassäng/vattendrag} och utarbeta en utvecklad grammatik för meänkieli. Den största uppgiften är dock att redigera en storordbok för meänkieli.

## Ordböcker för meänkieli
Sammantaget har man gett ut ett antal relativt enkla ordböcker på meänkieli, gällivarefinska och nordfinska. Matti Kenttä och Erling Wande har redigerat den första ordboken på meänkieli, Meän kielen sanakirja (1992). Den första ordboken var delvis trespråkig: meänkieli - finska - svenska, medan sökord på svenska bara fick översättning till meänkieli. Ordboken är slutsåld sedan många år. Birger Winsa, som är den förste docenten i meänkieli, har, förutom ordboken på gällivarefinska (1992), på eget förlag gett ut ett antal kulturordhäften med som berör ordförråden inom olika kulturdomäner: jakt, renskötsel, maträtter, fiske, snö, vatten, natur, terräng, andevärld etc (2005-2010). Dessa kulturordhäften inkluderar ord från samtliga nordfinska språkliga varieteter över hela Nordkalotten och är ett sätt att främja ett gemensamt språk- och kulturarv och för att skapa ökad förståelse för språket som en avgjort viktig del av den sociala kulturen. Ordböckernas största svaghet är bristen på ord för moderna företeelser.
Det finns en internetordbok/orddatabas på svenska - meänkieli - finska (www.meankielensanakirja.com). Den innehåller 78 000 ord och 4000 ordspråk. Kultur- och orddatabasen är insamlad av docent Birger Winsa och ligger till grund för alla ordböcker på meänkieli. Den elektroniska ord- och kulturdatabas växer fortfarande med ca 500 ord/år och har (år 2020) 140 000 besökare/år.

### Meänmaa Storordbok del 1 - 6

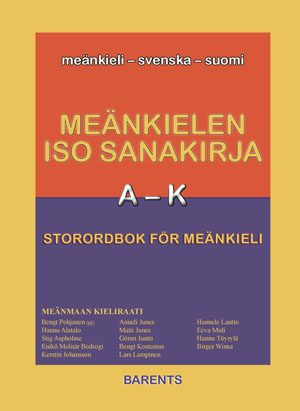
Meänkieli Storordbok

Meänmaa Språkråd redigerar en ordbok på meänkieli som år 2011 innehöll 75 000 ord från hela det nordfinska dialektområdet, inklusive Nordnorge, varav cirka 45 000 av dessa ord är nedtecknade i Tornedalen och Malmfälten. Till grund ligger de ord som Birger Winsa samlat in. Det första bandet av Storordbok för meänkieli Meänkielen iso sanakirja utkom 15 december 2011 och innehåller cirka 20 000 ord. Man trodde i början att storordboken med sökord på meänkieli, svenska och finska skulle komma att innehålla 12 volymer.. Den andra boken publicerades år 2013 och den tredje år 2016. Flera av språkrådets aktiva medlemmar gick ur tiden och författaren Bengt Kostenius kom därför att redigera den fjärde ordboken ensam. Matti Junes ansvarade för de finska orden. Boken kom ut år 2022 och innehåller ord med begynnelsebokstaven S på meänkieli. Femte delen med T-orden är under arbete och efter den kommer den avslutande sjätte ordboken.

### Meän akateemi ordbok
Meän akateemi, en förening som ägs av Svenska Tornedalingars Riksförbund -Tornionlaaksolaiset (STR-T), meddelade 2011 att man avsåg att publicera en stor ordbok på meänkieli våren 2012. Till grund för ordboken låg de ord som docent Birger Winsa samlat in, men akademin begränsade arbetet till de 26 500 ord som hade insamlats i Svenska Tornedalen och Malmfälten. Ordbelägg från finska Tornedalen ingick inte. Redaktörerna var Märta Nylund, Birgitta Rantatalo och Erling Wande. Ordboken som aldrig publicerades i bokform finns istället som elektronisk databas..

## Språkvård och språkläror
Författaren Bengt Pohjanen och adjunkten Matti Kenttä skrev den första grammatiken för meänkieli som utkom 1996. Grammatiken bygger på den meänkieli som talas i Haparanda-Övertorneå och Pajala kommuner. Senare utvecklades den grammatiken av Pohjanen och språkvetare Eeva Muli (2006, 2. uppl. 2007). Meänkieli rätt och lätt är en lärobok i meänkieli. Diskussionen om grammatik, ordförråd och ortografi har under 1980-talet förts i ett slags inofficiell språknämnd, olika arbetsgrupper av frivilliga, länge under Pohjanens ledning. 
Utgivningen av ordböcker, språkläror och grammatikor, liksom språkvårdande arbete, visar att meänkieli under decennier har utvecklat en stor mängd normer som baserar sig på den talade språkformen i framförallt Pajala kommun. De avgjort flesta som skriver på meänkieli är födda och uppvuxna i Pajala och Övertorneå kommuner, där den talade formen är mycket homogen ifråga om fonologiska och morfologiska språkdrag.
Sedan 1980-talet har lokalradion i Pajala använt meänkieli som officiellt språk och tillsammans med det ökande bruket av formellt tal på meänkieli har det bidragit till utvecklingen av en formell meänkieli. Formell meänkieli innehåller inga kodbyten, och avsevärt färre svenska lånord som ofta ersätts med standardfinska ord. På grund av ovanan att höra meänkieli i formella sammanhang förväxlar dock många felaktigt detta språkbruk med finlandsfinska. Skriven meänkieli följer närmast utan undantag i samtliga texter en formell meänkieli.
År 2007 publicerades läroboken Meänkieli av Märta, Karin och Linnéa Nylund.
År 2010 började Babes-Boylais universitet i Rumänien utbilda om tornedalsk identitet och språket meänkieli.
År 2021 började Uleåborgs universitet utbilda översättare i meänkieli.